# Internet via rádio
Internet via rádio consiste em distribuir o sinal da Internet captado por um link dedicado utilizando antenas e distribuindo-o através de POPs (Point of Presence) espalhados pela cidade, formando uma grande rede de usuários.
Esta tecnologia está se espalhando pelo interior do Brasil, devido ao baixo custo de manutenção e boas taxas de preço e velocidade. É muito comum haver grupos de assinantes — condomínios por exemplo — que juntos custeiam e dividem o custo de todo o equipamento necessário para levar o sinal até suas residências, tornando o preço individual ainda mais baixo.
A velocidade de acesso corresponde à contratada pelo assinante com o provedor de acesso à Internet.